# Richard C. Clark

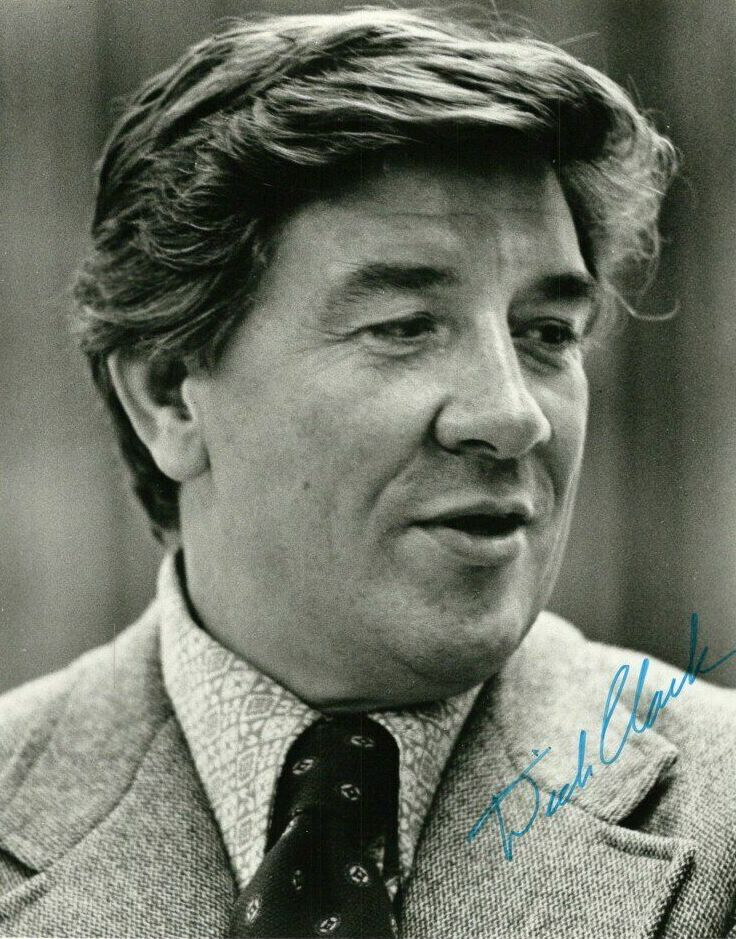
Richard C. Clark

Richard Clarence „Dick“ Clark (* 14. September 1928 in Paris, Linn County, Iowa; † 20. September 2023 in Washington, D.C.) war ein US-amerikanischer Politiker (Demokratische Partei). Er vertrat den Bundesstaat Iowa von 1973 bis 1979 im US-Senat.

## Leben
Nach dem Schulbesuch diente Dick Clark von 1950 bis 1952 in der US Army und wurde dabei in Deutschland eingesetzt. Während dieser Zeit studierte er an einem Ableger des University of Maryland College in Wiesbaden sowie an der Universität Frankfurt. Nach der Rückkehr in die Vereinigten Staaten machte er 1953 seinen Bachelor-Abschluss an der Upper Iowa University und graduierte 1956 als Master von der University of Iowa. Von 1959 bis 1964 war Clark selbst als Dozent für Geschichte und Politikwissenschaften an der Upper Iowa University beschäftigt, ehe er in die Politik ging und von 1965 bis 1972 für den Kongressabgeordneten John Culver als Assistent arbeitete. Später gehörten beide gemeinsam dem Senat an.
Clark trat 1972 zur Wahl in dieses Gremium an und setzte sich mit 55 Prozent der Stimmen gegen den republikanischen Amtsinhaber Jack Miller durch. Er zog am 3. Januar 1973 in den Kongress ein und wurde Mitglied im auswärtigen Ausschuss des Senats, dessen Unterausschuss für Afrika er leitete. 1976 war er Verfasser des Clark Amendment, einer Gesetzgebung zum Verbot von Regierungshilfe für militärisches oder paramilitärisches Engagement in Angola. Das Gesetz wurde 1985 durch den Kongress aufgehoben.
1978 bewarb sich Clark um die Wiederwahl, unterlag aber dem Republikaner Roger Jepsen. Danach berief ihn US-Präsident Jimmy Carter zum US-Koordinator für Flüchtlingsfragen; ab 1980 war er Fellow des Institute for Humanistic Studies in Aspen.
Er verstarb am 20. September 2023 in Washington, D.C. im Alter von 95 Jahren.

## Einzelnachweis
1. ↑  Stephen Gruber-Miller: Dick Clark, a Democrat who won a US Senate seat by walking across Iowa, dies at 95. In: eu.desmoinesregister.com. 21. September 2023, abgerufen am 21. September 2023 (englisch).